# Dom Inwalidy w Poznaniu
Dom Inwalidy w Poznaniu – poznańska siedziba Związku Inwalidów Wojennych Rzeczypospolitej Polskiej, zlokalizowana przy ul. Piekary 6. Budynek został zburzony w 1945. 

## Historia
Inicjatorem urządzenia w Poznaniu Domu Inwalidy był prezes Zarządu Okręgowego ZIW RP, Ludwik Stachecki. Na siedzibę organizacji zakupiono w 1932 trzypiętrową, eklektyczną kamienicę o skromnym wystroju i w dobrym stanie technicznym. Środki wyłożył Zarząd Główny i Okręgowy, z czego 250 000 zł zgromadził Stachecki. Dom poświęcono i  otwarto 23 września 1932. Poświęcenia dokonał ksiądz prałat Taczek w obecności wojewody Rogera Adama Raczyńskiego, wiceprezydenta Poznania Mikołaja Kiedacza i najwyższych władz ZIW RP. 
W obiekcie pomieszczenia znalazł Zarząd Okręgowy Związku, koło okręgowe, a także Towarzystwo Pomocy Inwalidom i Weteranom 1863 r. Za budynkiem znajdowało się podwórze o powierzchni 1500 m², na którym planowano wzniesienie sali zebrań i warsztatów pracy dla weteranów, ale do 1939 nie doszło do realizacji tego zamiaru. 
Dom Inwalidy został zburzony w trakcie bitwy o Poznań w lutym 1945. Inicjatywę jego odbudowy podjął w 1994 prezes Zarządu Okręgowego ZIW RP, Tadeusz Paczek. Na parceli został wzniesiony przez dewelopera Ataner nowy budynek, w którym Związek otrzymał nieodpłatnie własnościowy lokal z salą konferencyjną, garażami i pokojami gościnnymi.